# Sekundærrute 569
De Sekundærrute 569 is een secundaire weg in Denemarken. De weg loopt van Østerild via Frøstrup naar Fjerritslev. De Sekundærrute 569 loopt door Noord-Jutland en is ongeveer 31 kilometer lang.